# Timok Zaječar
FK Timok Zaječar, serb:  ФК Тимок Зajeчap – serbski klub piłkarski z Zaječaru. Został utworzony w 1919 roku. Obecnie występuje w Srpska Liga Istok.

## Historia
Chronologia nazw:
- 1919: FK Timok Zaječar (serb. ФК Тимок Зajeчap)
- 1945: FK Dinamo Zaječar (serb. ФК Динамо Зajeчap)
- 1951: FK Timok Zaječar (serb. ФК Тимок Зajeчap)